# Arènes de Mimizan
Depuis 2009, la tauromachie espagnole est soutenue par le club taurin mimizanais qui organise dans ses arènes chaque année une corrida formelle.
Les arènes de Mimizan sont un édifice tauromachique et une salle de spectacle à ciel ouvert. Elles sont situées à Mimizan-Plage, dans le département français des Landes.

## Présentation

### Arènes primitives
Des arènes sont installées pour la première fois à Mimizan-Plage au cours de l'été 1959. Il s'agit alors d'arènes démontables, mises en place le temps de la saison estivale par la ganadería Labat, lui permettant d'y donner des représentations itinérantes de course landaise.
Le succès est tel que le Comité des fêtes et du tourisme de Mimizan prend la décision de faire construire l'année suivante des arènes fixes en bois de forme carrée, proche de l'emplacement qu'occupe de nos jours l'église Notre-Dame des Dunes. La commune fait pour cela appel à M. Salamanque, constructeur et compagnon du devoir, et à M. Fronsac de Pissos pour l'éclairage et la sonorisation.
En 1960, des personnalités telles que Jacques Milliès-Lacroix, président de la Fédération française de la course landaise, ou Roger Dubrasquet, président de la Mutuelle des toreros landais, assistent à l'inauguration des arènes. Chaque mois, de juin à septembre durant les années qui suivent, les plus grands écarteurs et sauteurs y affrontent les coursières dans une course formelle du Challenge Landes-Béarn. L'édifice public sert aussi à d'autres spectacles : des animations taurines comme les toro-ball, des rencontres de catch avec l'Ange Blanc et des concerts des grandes vedettes de l'époque, telles que Johnny Hallyday en 1965 ou Isabelle Aubret.
Mais ces arènes en bois vieillissent mal et cessent de fonctionner en 1968. Le Conseil municipal décide de les remplacer par de nouvelles arènes en béton relocalisées en amont du courant de Mimizan, afin d'accueillir concerts et spectacles taurins.

### Arènes actuelles
En octobre 1969, Jean Prunetti, architecte à Dax, présente la maquette du futur édifice s'inspirant du modèle des amphithéâtres romains. Il comprend au moins 3 000 places avec la scène (les arènes comprennent, sans scène, 2240 places et 20 places pour personnes à mobilité réduite) et il est entièrement recouvert d'une structure en lamellé-collé et une toiture de bardeau bitumé. En raison du coût élevé (1,25 million de francs), le Conseil municipal décide de réaliser la construction en deux tranches :
- la première, comprenant la partie maçonnée et les gradins, est réalisée par l'entreprise Brignoli basée à Sainte-Livrade-sur-Lot en Lot-et-Garonne. Elle est inaugurée le 28 juin 1970 en présence du chef de cabinet du Préfet des Landes, de messieurs François Dugrand, maire de Mimizan, André Mirtin, député-maire de Parentis-en-Born, de l'ingénieur général Desforges, représentant le Centre d'essais des Landes[2]. Un concert d’Eddy Mitchell et une course formelle du Challenge Landes-Béarn ouvrent le spectacle ;
- la seconde tranche, concernant la pose de la toiture, ne sera jamais réalisée[1].

Les arènes de Mimizan-Plage accueillent depuis diverses animations estivales et des courses landaises mixtes. Dans les années 1980, on y assiste à une corrida portugaise et en 2009, la tauromachie espagnole a tenté de s'y imposer.